# 沖繩返還
沖繩返還（日语：／ Okinawa Henkan */?），日本法律稱為沖繩復歸（／ Okinawa no Fukki），指的是1972年5月15日美國放弃《舊金山和約》第3条规定的所有权利和利益，并将该条涉及的所有领土及其领水（即北纬29°以南的日本领土，但已于1953年和1968年歸還日本的部分除外）的一切和任何行政、立法、司法权移交日本的歷史事件。

## 背景
二戰後駐日盟軍總司令部1946年1月29日发布同盟国最高司令官指令677号，要求日本帝国政府立即停止对日本以外的地区行使行政权力，其中第3项规定了该命令所指的日本行政权之范围，其中规定：
　本指令提及的日本定義如下。
包含于日本的地域
日本的四个主要島嶼（北海道、本州、四国、九州）、对马群岛、北緯30度以北的琉球群岛（南西諸島）（不包含口之島），以及邻接的约1千个小島嶼
不包含于日本的地域
(a) 鬱陵島、竹島、济州岛。(b) 北緯30度以南的琉球群岛（南西諸島）（包含口之島）、伊豆、南方、小笠原、硫磺群島、及包含大東群島、沖之鳥島、南鳥島、中之鸟岛的其他太平洋各岛。(c) 千島列島、齿舞群岛（包含水晶、勇留、秋勇留、志发、多樂島）、色丹島。——SCAPIN677
(b)子项规范之地域除伊豆群島在1946年3月就归还给日本外，其余各岛皆由美国接管。同时该命令的第六条又规定，该指令中的任何内容均不得解释为盟军对于《波茨坦公告》第8条中诸小岛屿范围的最终决定的政策指示。
1951年9月，包括日本在内的49个国家簽訂《旧金山和约》，其第三条规定日本将会同意美国提出的将琉球群岛、小笠原群島等北纬29度以南島嶼提交聯合國「信託統治」制度的提議，并在此之前由美國获得立法、行政和司法权。《舊金山和約》確認日本仅將琉球群岛和小笠原群島的施政权交與美國，但同时又赋予了美国将它们提交至联合国託管理事會的权利。事實上美國原本計畫將它们交由聯合國託管理事會，从日本分離出並獨立。然而後來美國意識到，如果將其託管，便不能有效利用这些岛屿來與蘇聯對抗、防止共產主義勢力進入太平洋。因此美國決定，撤回以獨立為前提的託管計劃，改認可日本對这些岛屿的潛在主權，維持以軍隊統治琉球的型態。1952年4月28日《舊金山和約》生效，日本將琉球群岛、小笠原群島的施政权交予給美國。由於美國并未将其提交联合国托管理事会，而是默認日本對琉球群島、小笠原群島的主權，这些岛屿没有成为美国领土或联合国托管领土，岛屿上的居民也保留日本的国籍。

## 過程

### 復歸運動
在1945年至1972年的美国占领时期，美国在琉球不斷实行异化政策，企圖削弱沖繩當地人的日本國家認同感和民族意識（比如儘量不使用“沖繩”，使用“琉球”等）。然而在美国统治時期，琉球群島各地仍屢次發生日本復歸運動，并不断遭受美国打压。另一方面，驻扎琉球的美軍不但強佔居民土地，并时常与当地住民发生冲突，甚至造成当地住民死亡，更加提高琉球居民的反美情绪。1951年，「日本復歸促進期成會」成立，展開縣民連署陳情運動。自1952年以後，每年4月18日，即《舊金山和約》的生效日，琉球群島都举行示威遊行等。1953年，「沖繩諸島祖國復歸期成會」成立，但是因為琉球列島美國民政府的干涉被迫解散。
1950年代复归运动曾一度陷入停滞，但1950年代后期以军用土地问题为导火索，爆发了被称为"岛总斗争"的抵抗运动。1960年，沖繩縣祖國復歸協議會（復歸協）成立。1960年代美国介入越战，琉球作为美军重要驻地，战机频繁起降，战争的威胁，使琉球居民反美、反战情绪更为高涨。但另一方面，伴随美军需求，土木建築業、飲食業、風俗業兴起，反对復歸日本的声音也提高，并展开相关运动。面对这一形势，美军当局调整统治政策，实施吸引外资等措施，致力于缩小与本土的差距。
冲绳各界对复归运动的方式也存在分歧：执政党冲绳自由民主党主张通过扩大自治权、取消旅行限制、增加日本政府援助等方式实现与祖国的实质性一体化；而在野党则批评该方针是维持现状，提出应实现悬挂日章旗、废除旅行限制、实施行政主席公选、参与国家政治等诉求。

### 日美谈判
1968年11月，在琉球政府行政主席的首次例行选举中，主张立即回归的复归日本运动的中心人物屋良朝苗击败了主张阶段性逐步回归的冲绳自民党的西铭顺治，当选为新的行政主席，屋良朝苗在当选后要求美国立即将冲绳归还日本。另一方面，日本的佐藤荣作内阁将《日美安保條約》延长与沖繩返還挂钩，迫使美国在1969年同意沖繩返還一事。
1970年（昭和45年）12月20日，在沖繩島中部的胡差市發生反对美国统治的胡差暴動。在屋良朝苗等復歸贊成派的努力下，美日最终于1971年6月17日簽訂《沖繩返還協定》，将沖繩歸還日本。同年12月31日，為確保沖繩法制順利過渡、並整合至日本法制而訂立的《沖繩復歸相關的特別措施法》由天皇公佈生效。
另外日本首相佐藤荣作与美国总统尼克松达成协议，在冷战背景下尊重美国对抗共产阵营的要求，包括对"无核三原则"的扩大解释、允许美军各类核武器临时进驻日本的秘密协定（即所谓"核保护伞"）。此外，在冲绳返還时，日本政府根据协定第七条向美国支付了总计3.2亿美元的"特别支出金"。记者西山太吉主张"实际支出总额远超5亿美元，其余部分作为密约处理"。"特别支出金"的具体构成包括接管美军统治时期设立的民生设施，涵盖琉球水道公社、琉球电力公社、琉球开发金融公社等公共事业资产，以及那霸机场设施、琉球政府办公楼、航空安保设施、航路标识等。

### 正式返还
| 日本國政府方面（升旗） | 日本國政府方面（升旗） | 琉球列島美國民政府方面（降旗） | 琉球列島美國民政府方面（降旗） |
| ---------------------- | ---------------------- | ------------------------------ | ------------------------------ |
|                        |                        |                                |                                |
| 冲绳县旗               | 日本国旗               | 琉球政府旗幟                   | 美国国旗                       |

1972年5月15日《沖繩返還協定》生效，美國正式将其自《旧金山和约》第三条取得的一切行政、立法和司法权移交日本，沖繩縣復縣。1978年7月30日，沖繩縣內的道路通行方向恢復左行制（730），象徵著日本全面重新接管沖繩縣及「法制統一」。然而，駐日美軍依然在沖繩縣擁有大量軍事基地，在归还当天的5月15日，日美联合委员会召开会议，制定了"五一五备忘录"，明确规定了归还后驻冲绳美军基地的使用目的和使用条件。
根据《沖繩復歸相關的特別措施法》在1972年6月25日举行了首届冲绳县议会和冲绳县知事选举。同时，与其他46个都道府县相同，新设立了冲绳县政府、冲绳县警察、郵政省冲绳邮政管理局（现冲绳综合通信事务所）、第十一管区海上保安本部（隶属海上保安廳）和冲绳气象台等机构。此外，虽然陆上自卫队、海上自卫队和航空自卫队等部队也进驻冲绳，但由于自卫队被视为"旧日本军的延续"，队员因此遭受居民抵制。
随着冲绳回归，原本由民营企业自由生产的食盐和烟草，开始与日本本土一样实行由日本专卖公社专营的制度。回归前供应冲绳75%食盐的冲绳制盐停止生产业务，转型为冲绳县唯一的食盐批发商冲绳盐批发。而琉球烟草、东方烟草和冲绳烟草产业三家公司的烟草制造业务则被日本专卖公社接管，其中琉球烟草的工厂成为日本专卖公社那霸工厂（2004年关闭）。这三家公司原有的烟草品牌得以"URUMA（うるま）"的名称保留，至今仍在冲绳地区限定销售。

## 返还后问题
尽管冲绳回归已经实现，但至今仍遗留诸多问题。截至2023年，驻日美军专用设施面积的约70%仍集中在冲绳县，其中冲绳本岛14.5%的土地被美军基地占据（全县基地占比则为8.1%）。美军士兵屡屡引发的事件又因《日美驻军地位协定》而不了了之，持续刺激着当地民众的情绪。1995年发生冲绳美军强奸少女案时，曾引发大规模抗议活动。2009年成立的鳩山由紀夫內閣（首相鸠山由纪夫）曾将位于宜野灣市市区的普天间基地迁出冲绳作为选举承诺，但鸠山就任首相后在美军压力下，不得不违背承诺结束短暂执政并辞职。
另外，尽管回归时提出了经济"与本土看齐"的口号，但这一振兴政策被讽刺为"过度偏重公共事业，只造就了光鲜的道路和建筑"。冲绳的最低时薪952日元，在全国47个都道府县中垫底。此外，2014年数据显示，冲绳工资低于最低工资标准1.15倍的劳动者比例（约21.71%）高居全国首位。2022年冲绳县失业率达3.2%，为全国最高水平；这一数字是全国平均水平（2.6%）的约1.23倍，更是失业率最低的岛根县（1.3%）的约2.46倍。而尽管来自日本本土的移民持续增加，冲绳县的人均收入仍居全国末位。2020年度数据显示，冲绳县民人均收入为216.7万日元，仅达全国平均水平（312.3万日元）的69.4%，更仅是东京都（521.4万日元）的41.6%。

### 琉球独立运动
历史上，在回归本土运动兴起的同时，琉球独立运动也曾存在。虽然独立运动至今仍有延续，但始终未能获得县民的广泛支持。2006年沖繩縣知事選舉中，琉球獨立黨候选人仅获得约6000票。2007年调查显示，支持"应该独立"的受访者占20.6%，较2005年度（24.9%）有所下降。在回归50周年的2022年，各大媒体机构的调查显示，对回归本土持肯定态度（"非常好"或"比较好"）的比例均超过80%。而且年轻世代对回归的评价更为积极。
关于对回归本土持肯定态度（"非常好"或"比较好"）的比例变化，根据NHK实施的冲绳县民舆论调查显示：1970年回归前约有85%的民众表示欢迎，但由于尼克松冲击事件和持续物价上涨导致生活困苦，加之回归后美军基地依然存在的影响，1972年回归当年的支持率骤降至约51%，1973年进一步下滑至38%，整个1970年代都未能恢复过半支持率。此后，随着基础设施快速完善和旅游业收入激增带动冲绳经济发展，1982年调查显示支持率回升至约63%，重新超过半数。1980年代后期至今的各次调查中支持率始终维持在75%以上高位。